# إلمر تشارلز بيغيلو
إلمر تشارلز بيغيلو (بالإنجليزية: Elmer Charles Bigelow)‏ هو عسكري أمريكي، ولد في 12 يوليو 1920 في هيبرون في الولايات المتحدة، وتوفي في 15 فبراير 1945 في خليج مانيلا في الفلبين.